# Mario Vodret
Mario Vodret (Cagliari, 1º agosto 1893 – Roma, 1º luglio 1948) è stato un architetto italiano.

## Biografia
Figlio di Giovanni Vodret, si sposò a Roma, nella Chiesa di San Carlo ai Catinari con Pia Troni (figlia di Tito).
Fu un valido ingegnere architetto che abbracciò, nelle sue prime opere realizzate negli anni '20, lo stile Coppediano, progettando e costruendo nell’allora nuovo quartiere di Roma prospiciente via Savoia, la Villa Palmieri, in via di Villa Albani al num. 20 (oggi sede della Fondazione della Banca Nazionale delle Comunicazioni), il villino Sorcinelli in via di Villa Albani al num. 16 (oggi sede dell’Istituto Cer.vantes), la casa Palmieri sempre a Roma, in Via Savoia, ed il villino Sorcinelli sempre in Via Savoia, ed ancora la palazzina di Ostia a Mare di proprietà del Cav. Pasquale Palmieri.
Autore di numerose opere in Europa, fu invitato a trasferirsi in Brasile dalla cantante lirica italiana, Gabriella Besanzoni, moglie del famoso industriale brasiliano Henrique Lage con l'iniziale intento di progettare nel 1927 la residenza della Famiglia Lage, residenza che è in seguito diventata il Parque Lage. Il palazzo ha un cortile con piscina al centro e una terrazza all'aperto: era il luogo ove venivano realizzati gli spettacoli della cantante nei giorni di festa.
Proseguì la sua attività a Rio de Janeiro dove progettò, oltre alla villa della famiglia Lage (ora Parco Lage), l'Edificio Seabra nel Parco di Flamengo; inoltre vinse il concorso per la progettazione della Grande Sinagoga Israelita. Realizzò in seguito il Grande Tempio Israelita di Rio de Janeiro, il primo nel suo genere in questa città brasiliana.

## Opere
- Parque Lage, Rio de Janeiro
- Grande Tempio Israelita, Rio de Janeiro
- Edificio Seabra, Rio de Janeiro

## Galleria d'immagini

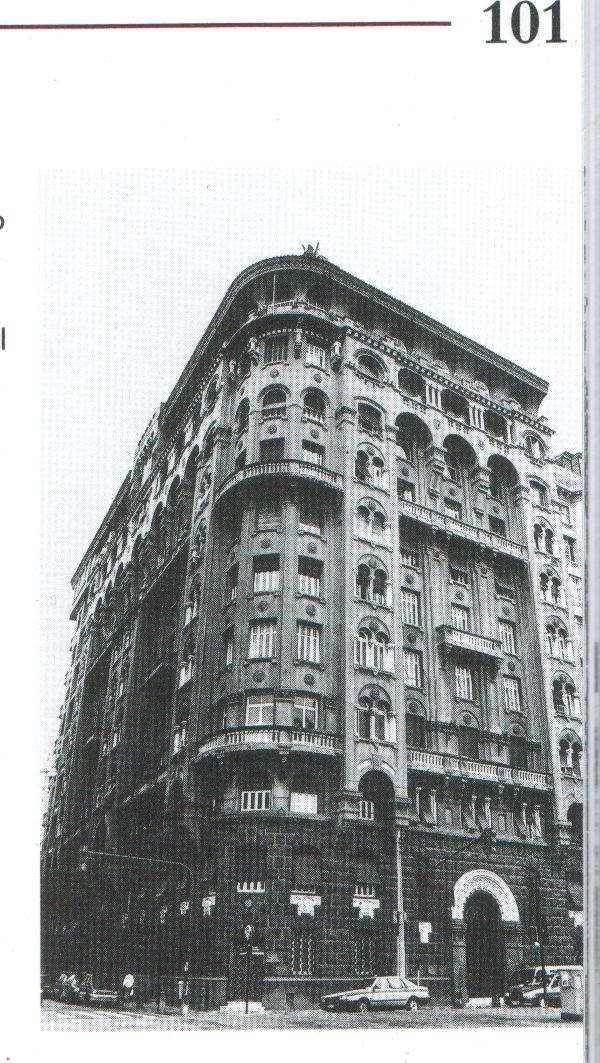
Seabra
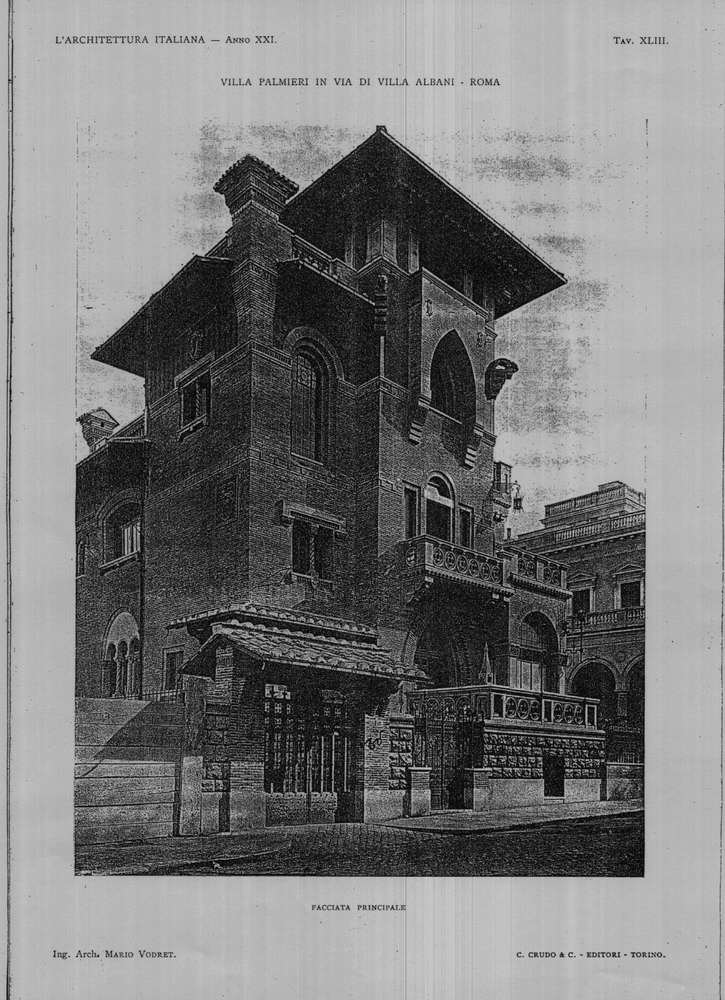
Villa Palmieri in Via di Villa Albani in Roma - facciata principale
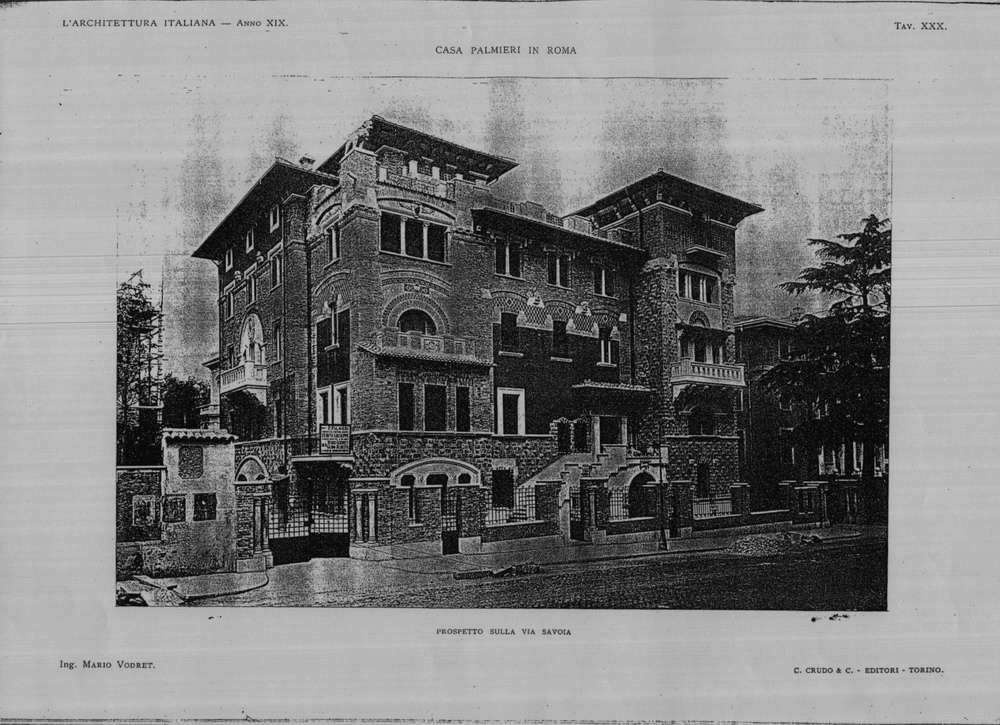
Veduta di Casa Palmieri in Via Savoia
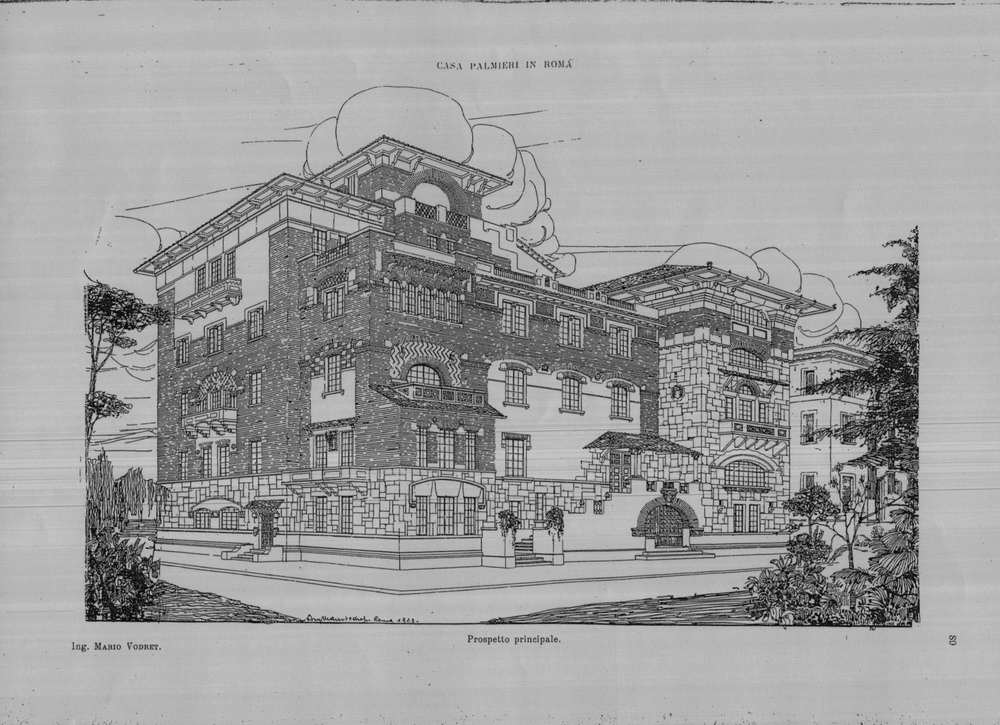